# Moto Morini
Moto Morini – włoski producent motocykli. Firma została założona przez Alfonso Moriniego w 1937 w Bolonii we Włoszech. Swoją działalność zakończyła w 2010.
Wcześniej Morini produkował motocykle pod nazwą M.M. wspólnie z Mario Mazzettim. W 1987 firma została przejęta przez Cagivę. W 1999 marka Moto Morini została kupiona przez firmę Morini Franco Motori spa założoną w 1954 przez Franco Moriniego, bratanka założyciela. Po śmierci Alfonso Moriniego (30 czerwca 1969) zarządzanie firmą przejęła jego córka Gabriella Morini, która szefowała do 1986. Ze względu na kłopoty ze związkami zawodowymi i spadającą sprzedażą w 1987 firma została sprzedana Cagivie. W 2009 firma ogłosiła bankructwo.

## Trójkołowce
W 1937 Alfonso Morini rozpoczął produkcję trójkołowców z silnikami od pojemności 350cm³ i 500cm³ takich jak Moto Morini M610, który był wyposażony w wiele zaawansowanych technicznie rozwiązań jak na przykład napęd wałem Kardana. Produkcja została przerwana przez II wojnę światową. Fabryka rozpoczęła wtedy produkcję części lotniczych. W 1943 fabryka została zbombardowana.

## Motocykle

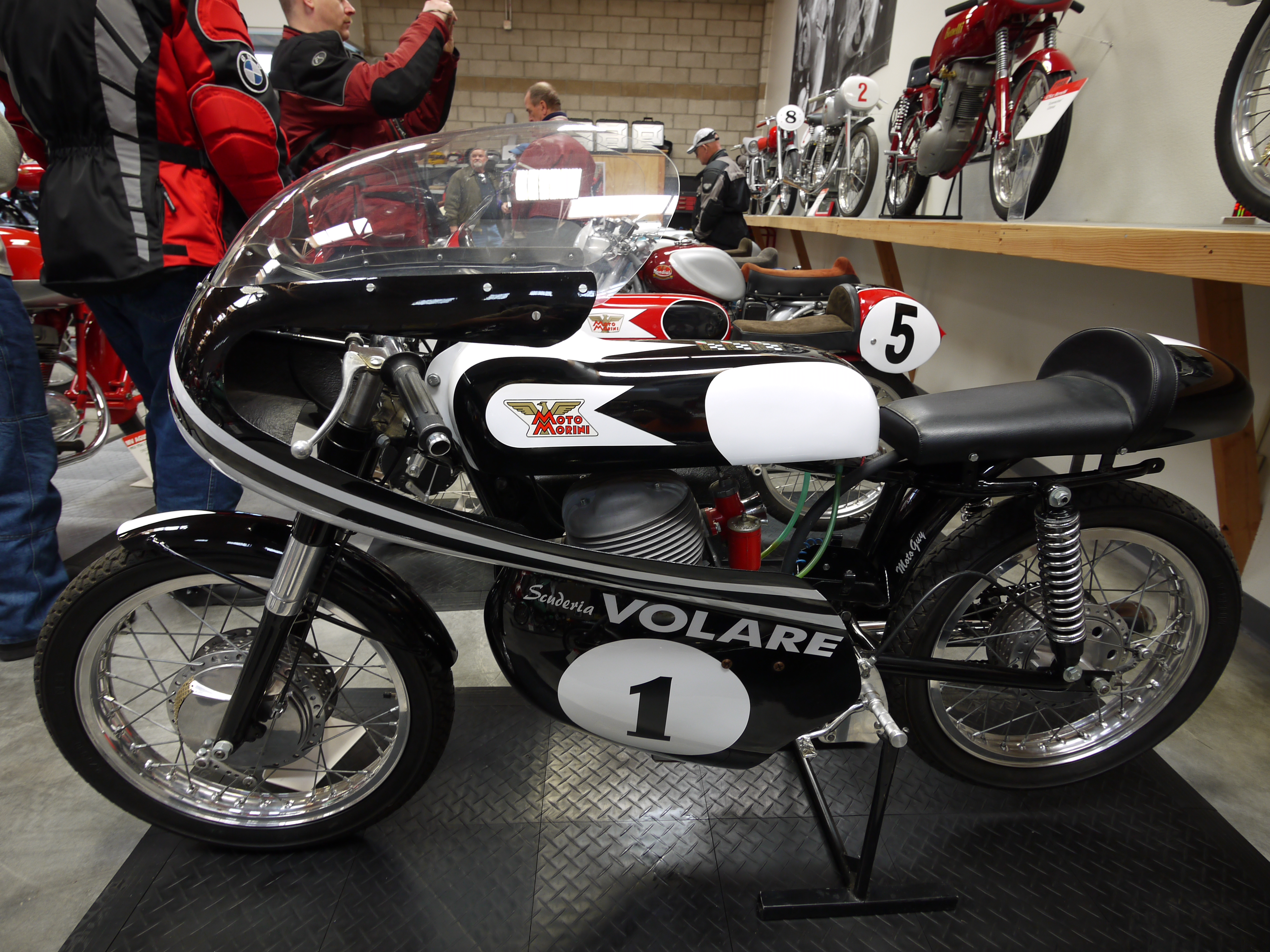
Moto Morini 175 Sprint F3 Corsa 1959

W 1946 firm rozpoczęła produkcję jednocylindrowego, motocykla z dwusuwowym silnikiem o pojemności 125cm³. Był on produkowany w nowej fabryce Via Berti. W 1947 pojawiła się wersja Sport. W 1953 stworzono motocykl z silnikiem czterosuwowym OHV o pojemności 175cm³. Później pojawiły się takie modele jak Gran Turismo, Settebello, Rebello, Supersport, Briscola, Tresette i Tresette Sprint. W związku z rozwojem firmy przeniesiono produkcję do większej fabryki przy Via Bergami. W 1958 stworzono wyścigowy model 250 GP Double Camshaft.
W latach siedemdziesiątych wypuszczono pierwszy model napędzany widlastym silnikiem o kącie rozwarcia cylindrów 72° i pojemności 344cm³. Silniki następnie powiększono do 500cm³ w 1977.